# Nicola Chiari
Nicola Chiari (Napoli, 23 luglio 1922 – Roma, 1998) è stato un generale italiano, comandante generale della Guardia di Finanza dal 1981 al 1984.

## Biografia
Laureato in giurisprudenza, combatté nel corso della seconda guerra mondiale come sottotenente del Regio Esercito specialità Carristi, partecipando alla guerra di liberazione italiana come comandante di plotone nel Gruppo di combattimento "Cremona" e venendo insignito della Medaglia d'Argento al Valor Militare e della Croce al merito di guerra. In seguito comandò unità corazzate a tutti i livelli e reparti di volo dell'Esercito Italiano, oltre a ricoprire incarichi presso lo Stato maggiore dell'Esercito e lo Stato maggiore della difesa; fu ispettore generale dell'Aviazione Leggera dell'Esercito e comandante della Divisione corazzata "Ariete".
Nominato generale di corpo d'armata il 1º febbraio 1978, fu sottocapo dello Stato Maggiore dell'Esercito dal gennaio 1977 all'aprile 1979 e per due anni comandante del V Corpo d'armata; dal 30 luglio 1981 al 30 dicembre 1984 fu Comandante Generale della Guardia di Finanza.